# Krystyna Domańska-Janik

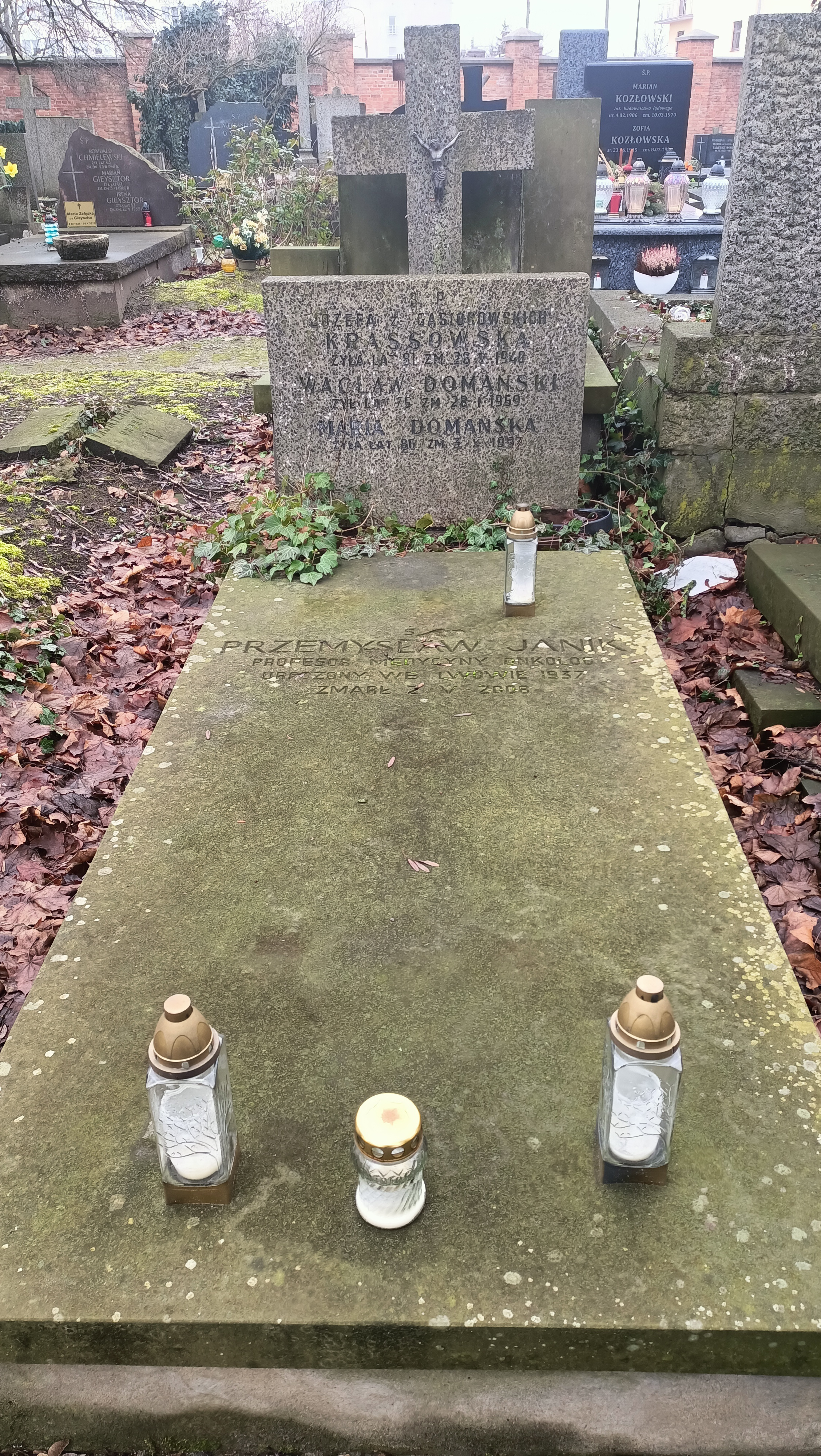
Grób Krystyny Domańskiej-Janik na Cmentarzu Powązkowskim w Warszawie

Krystyna Antonina Domańska-Janik (ur. 1940, zm. 24 stycznia 2021) – polska specjalistka neurochemii i neuropatologii molekularnej, prof. dr hab.

## Życiorys
W 1963 r. ukończyła studia w Akademii Medycznej w Warszawie, w 1970 r. obroniła pracę doktorską, w 1986 r. habilitowała się. W 1998 r. uzyskała tytuł profesora nauk medycznych.
Pracowała na Uniwersytecie Warmińsko-Mazurskim w Olsztynie i w Instytucie Medycyny Doświadczalnej i Klinicznej im. Mirosława Mossakowskiego PAN.
Była członkiem Komitetu Nauk Neurologicznych PAN i Komitetu Neurobiologii Polskiej Akademii Nauk.

## Życie prywatne
Jej mężem był Przemysław Janik, profesor onkolog.
Została pochowana na cmentarzu Powązkowskim w Warszawie (kwatera 299b-1-22).